# Carex atratiformis
Carex atratiformis är en halvgräsart som beskrevs av Nathaniel Lord Britton. Carex atratiformis ingår i släktet starrar, och familjen halvgräs. Inga underarter finns listade i Catalogue of Life.